# Cameron Lake (Kawartha Lakes)
Der Cameron Lake ist ein See in der kanadischen Provinz Ontario.

## Lage
Der See gehört zu der Seengruppe der Kawartha Lakes. Der Cameron Lake liegt am Trent-Severn-Wasserweg.  Die Schleuse 34 östlich des Sees bei Fenelon Falls am Fenelon River überwindet einen Höhenunterschied von 7,2 m zum tiefer gelegenen Sturgeon Lake. Im Westen verbindet der Rosedale River und der südlich verlaufende Kanal des Trent-Severn-Wasserweg den Cameron Lake mit der Schleuse 35 bei Rosedale, welche die Höhendifferenz von 1,2 m zum westlich und höher gelegenen Balsam Lake überwindet. 
Ein wichtiger Zufluss ist der von Norden kommende Burnt River. Im Cameron Lake befinden sich die Lakers Islands (Boyd Island und Rathbun Island).
Im Cameron Lake werden folgende Fische gefangen: Forellenbarsch, Schwarzbarsch, Glasaugenbarsch und Muskellunge.
Aufgrund der hohen Durchflussrate weist der Cameron Lake keine Eutrophie auf.